# تشيستر دبليو. شابن
تشيستر دبليو. شابن هو سياسي أمريكي، ولد في 16 ديسمبر 1798 في لودلو في الولايات المتحدة، وتوفي في 10 يونيو 1883 في سبرينغفيلد في الولايات المتحدة. نشط حزبياً في الحزب الديمقراطي. وقد انتخب عضو مجلس النواب الأمريكي ‏.